# Friedrich Becker (Politiker, 1817)
Friedrich Heinrich August Becker (* 10. Juli 1817 in Schieder im Kreis Lippe; † 8. Juli 1861 in Obernkirchen) war ein deutscher Unternehmer und Mitglied der Zweiten Kammer der kurhessischen Ständeversammlung.

## Leben
Friedrich Becker war ein Sohn des Glasfabrikanten Friedrich August Becker und dessen Ehefrau Charlotte Voigt. Von seinem Vater übernahm er  die Glashütte in Obernkirchen, wo 1799 die erste Glasindustrie der Region errichtet wurde und eine bedeutende Rolle für die Entwicklung der Stadt spielte.
Von 1855 bis 1857 hatte er ein Mandat für die Zweite Kammer der kurhessischen Ständeversammlung, gewählt für die schaumburgischen Städte. 
Das Parlament wurde nach den Unruhen im Jahre 1830 zum Zweck der Beratung und Verabschiedung einer Verfassung gebildet und hatte bis 1866 Bestand, als das Land Hessen durch Preußen annektiert wurde. 